# Список объектов всемирного наследия ЮНЕСКО в Мали
В списке объектов всемирного наследия ЮНЕСКО в Мали значится 4 наименования, что составляет около 0,3 % от общего числа (1248 на 2025 год). Кроме этого, по состоянию на 2021 год, 15 объектов на территории Мали находятся в числе кандидатов на включение в список всемирного наследия.

## Список
В данной таблице объекты расположены в порядке их добавления в список всемирного наследия ЮНЕСКО.
| # | Изображение | Название                                | Местоположение    | Время создания   | Год внесения в список | №      | Критерии    |
| - | ----------- | --------------------------------------- | ----------------- | ---------------- | --------------------- | ------ | ----------- |
| 1 |             | Старый город Дженне Old Towns of Djenné | Область: Мопти    | 250 год до н. э. | 1988                  | № 116  | iii, iv     |
| 2 |             | Томбукту Tombuktu                       | Область: Томбукту | X век            | 1988                  | № 119  | ii, iv, v   |
| 3 |             | Бандиагара Bandiagara Escarpment        | Область: Мопти    | XIV век          | 1989                  | № 516  | v, vii      |
| 4 |             | Могила Аскиа Tomb of Askia              | Область: Гао      | 1495             | 2004                  | № 1139 | ii, iii, iv |

## Кандидаты в список
В таблице объекты расположены в порядке их добавления в предварительный список. В данном списке указаны объекты, предложенные правительством Мали в качестве кандидатов на занесение в список всемирного наследия.
| #  | Изображение | Название                                                              | Местоположение                 | Время создания | Год внесения в список | №      |
| -- | ----------- | --------------------------------------------------------------------- | ------------------------------ | -------------- | --------------------- | ------ |
| 1  |             | Национальный парк Букль-дю-Бауле La Boucle du Baoulé                  | Область: Куликоро              | 1982           | 1999                  | № 1348 |
| 2  |             | Эссук Essouk                                                          | Область: Кидаль                | IX век         | 1999                  | № 1349 |
| 3  |             | Хамдуллахи Hamdullahi                                                 | Область: Мопти                 | 1820           | 2009                  | № 5438 |
| 4  |             | Форт в Медин Le Fort de Médine                                        | Область: Каес                  | 1805           | 2009                  | № 5439 |
| 5  |             | Большая пятничная мечеть Нионо La grande mosquée de vendredi de Niono | Область: Сегу                  | XII век        | 2008                  | № 5440 |
| 6  |             | Большая мечеть Мопти Mopti Grand Mosque                               | Область: Мопти                 | 1908           | 2009                  | № 5442 |
| 7  |             | Сикасо Sikasso                                                        | Область: Сикасо                | XIX век        | 2009                  | № 5443 |
| 8  |             | Природный заповедник Бафинг-Макана                                    | Область: Каес                  | —              | 2016                  | № 6161 |
| 9  |             | Озеро Магуи                                                           | Область: Каес                  | —              | 2016                  | № 6162 |
| 10 |             | Заповедник слонов Гурма                                               | Области: Мопти, Томбукту, Гао  | —              | 2017                  | № 6270 |
| 11 |             | Бассейн реки Нигер (от порога Маркала до озера Дебо)                  | Области: Мопти, Томбукту, Сегу | —              | 2017                  | № 6271 |
| 12 |             | Собор в Бамако                                                        | Город: Бамако                  | XX век         | 2017                  | № 6273 |
| 13 |             | Церковь в городе Мандиакуй                                            | Область: Сегу                  | XX век         | 2017                  | № 6274 |
| 14 |             | Исторические памятники и культурные ландшафты Мандена                 | Область: Куликоро              | —              | 2018                  | № 6280 |
| 15 |             | Мечеть Канкоу-Муса в Гао                                              | Область: Гао                   | —              | 2021                  | № 6538 |